# ارپل
ارپل (به آلمانی: Erpel) یک شهر در آلمان است که در Neuwied واقع شده‌است. ارپل ۲٬۶۰۷ نفر جمعیت دارد.